# もう心揺れたりしないで
もう心揺れたりしないで（もうこころゆれたりしないで）は、北原愛子の13枚目のシングル。

## 解説
- 3rdアルバムから3ヶ月おいて発表されたアルバム後初シングル。
- 表題曲は、初めて作曲を北原愛子自身が手がけた曲である、デビュー当時に作った曲。編曲はGARNET CROWの古井弘人が手がけた。また、同年発売の10thシングル「TANGO」同様、ギターでグループ・サウンズ全盛期に活躍したバンド、オックスのギタリストである岡田志郎が参加した。
- 「もう一度 君に恋している」から、今作まで、3作続くタイトルが「も」で始まる。
- 本作以降、初回生産分のみ「LOVE CARD」か「PEACE CARD」のどちらかが入っている。当CDのカード裏面はタイアップである「メルヘヴン」のキャラクターが描かれている。

## 批評
CD journalによると本曲はラテン調の曲にストレートな歌詞が合わさったポップチューンと評されている。

## 収録曲
1. もう心揺れたりしないで
  - 作詞・作曲:北原愛子／編曲:古井弘人
2. AMORE MIO
  - 作詞:北原愛子／作曲:間島和伸／編曲:立山航洋
3. river.
  - 作詞:北原愛子／作曲:當眞健司／編曲:長幸一
4. もう心揺れたりしないで(Instrumental)

## タイアップ
- テレビ東京アニメ「メルヘヴン」エンディングテーマ（7代目）（#1）

## 参加ミュージシャン
- もう心揺れたりしないで
  - 古井弘人(GARNET CROW):Keyboards
  - 岡田詩郎:Electric Guitar/Acoustic Guitar
  - 車谷啓介(IN db):Percussion
  - 岩井勇一郎(IN db):Chorus
- AMORE MIO
  - 立山航洋(LINDA LOU):Keyboard
  - 寺岡佑(LINDA LOU):Electric Guitar/Acoustic Guitar
  - 岡崎雪:Chorus
- river.
  - 宮内一:Electric Guitar/Acoustic Guitar
  - 上杉雄一(Generation GAP):Saxophone
  - 丸木英治:Trumpet
  - 鈴木｢大納言｣健一:Trombone
  - Rie:Chorus